# Город в море
«Город в море» (англ. City Under the Sea, другое название «Боги войны глубин») — британо-американский научно-фантастический приключенческий фильм 1965 года, снятый режиссёром Жаком Турнёром. Название фильма было заимствовано у стихотворения «Город в море» Эдгара Аллана По, а отрывки самого стихотворения звучат в  прологе и эпилоге фильма.

## Сюжет
Американский горный инженер Бен Харрис вместе со своими помощниками находит на берегу Корнуолла тело мёртвого мужчины, который был адвокатом мисс Джилл Трегиллис. Инженер Харрис наносит визит к мисс Трегиллис и рассказывает ей о случившемся. Во время осмотра комнаты, в которой жил адвокат, инженер Харрис обнаруживает таинственного злоумышленника нечеловеческого вида. Увидев Харриса, незваный гость загадочным образом исчезает из комнаты, оставив после себя на полу морские водоросли. Ночью таинственный злоумышленник, воровавший предметы из комнаты, снова пробирается в дом и похищает мисс Трегиллис. Инженер Харрис и гостивший в доме художник Гарольд Тафнелл-Джонс находят в комнате потайную дверь, ведущую в пещеру, находящуюся под домом, и по следам похитителя Джилл спускаются по лестнице вниз, где их засасывает круговорот воды небольшого бассейна. Придя в себя, они оказываются в пещерном городе, построенном древней расой на дне моря. Со временем древняя раса людей вымирает, а оставшаяся часть преобразовывается в людей-рыб. В подводном городе живёт капитан-контрабандист — сэр Хью и его верные люди, с которыми он более ста лет назад, скрываясь от правосудия, находит в нём убежище. Находясь в этом месте, в результате отсутствия достаточного количества кислорода в воздухе у капитана и его людей прекращается естественный процесс старения организма, и они обретают вечную жизнь. Но воздействие пробудившегося подводного вулкана может всё изменить и уничтожить подводный город…

## В ролях
- Винсент Прайс — сэр Хью, капитан
- Таб Хантер — Бен Харрис, инженер
- Дэвид Томлинсон — Гарольд Тафнелл-Джонс, художник
- Сьюзан Харт — мисс Джилл Трегиллис
- Джон Ле Мезюрье — преподобный Джонатан Айвз
- Генри Оскар — Мамфорд
- Дерек Ньюарк — Дэн
- Рой Патрик — Саймон

## Съёмочная группа
- Режиссёр: Жак Турнёр
- Продюсеры: Дэниел Хэллер, Сэмюэл Закари Аркофф
- Сценаристы: Чарльз Беннетт, Луис М. Хейворд, Дэвид Уитакер
- Оператор: Стивен Дейд
- Композитор: Стэнли Блэк